# Львівські каштеляни
Львівські каштеляни — посадовці (урядники) у Львові часів Королівства Польського (1385—1569), Речі Посполитої, яких призначав король або князь для управління «гродом» (замком) та навколишньою місцевістю. Попередником посади був львівський воєвода гродовий, з яких найвідомішим був Якуш Блоцишевський.

## Особи
- Грицько Кердейович
- Сенько з Сеннова гербу Дембно, з 1438; перемиський підкоморій[1][2]
- Ян «Носек» Кміта
- Миколай Кміта, 1451
- Ян з Сенна і Олеська 1459
- Станіслав з Ходча, з 1460[3]
- Павло Одровонж 1463 року,[4] також лат. tenutarius у Берездівцях[5]
- Станіслав з Любеня гербу Доліва
- Ян Олесницький
- Фелікс з Панева
- Станіслав Ходецький
- Отто Ходецький
- Ян Каменецький з 1507 (1508?)
- Єжи Крупський у 1513—1515 рр.
- Станіслав Одровонж
- Станіслав Кміта
- Станіслав Тенчиньський (†1563)

…
- Станіслав Гербурт
- Ян Сенявський
- Ян Сененський з 1584
- Станіслав Влодек гербу Правдич
- Іван (Ян) Данилович гербу Сас
- Микола Данилович гербу Сас
- Мартин Красицький гербу Рогаля
- Вацлав Ян Замойський
- Рафал Гроховський гербу Юноша
- Константій Станіслав Гроховський гербу Юноша[6]
- Анджей Максиміліан Фредро
- Марцін Замойський гербу Єліта
- Мартин Контський гербу Брохвич
- Єжи Богуслав Фредро
- Станіслав Юзеф Фредро 1702—1724
- Матвій Йосиф Устрицький гербу Простріл[7]
- Казімеж Ігнацій Лещинський гербу Венява (†1730), швагро Юзефа Потоцького[8][9]
- Ян Семенський
- Антоні Морський гербу Сокира
- Юзеф Потоцький — дідич Монастириська
- Єжи Антоній Лончинський